# Biudukfoho
Biudukfoho is een bestuurslaag in het regentschap Belu van de provincie Oost-Nusa Tenggara, Indonesië. Biudukfoho telt 1225 inwoners (volkstelling 2010).